# 1945 w literaturze
Wydarzenia literackie w 1945 roku.

## Wydarzenia
- polskie
  - w Łodzi ukazał się pierwszy numer tygodnika „Kuźnica”
  - w Katowicach wznowiono w lutym wydawanie tygodnika „Gość Niedzielny”
  - Jarosław Iwaszkiewicz został wybrany na prezesa Związku Literatów Polskich
  - w Krakowie zawiązała się grupa literacka Inaczej
- zagraniczne
  - w Londynie utworzono Związek Pisarzy Polskich na Obczyźnie
  - założono we Włoszech agencję prasową Agenzia Nazionale Stampa Associata

## Nowe książki
- polskie
  - Karol Bunsch – Dzikowy skarb
- zagraniczne
  - Ivo Andrić – Most na Drinie (На Дрини ћуприја)
  - Kazys Boruta – Młyn Bałtaragisa (Baltaragio malūnas)
  - Hermann Broch – Śmierć Wergilego (Der Tod des Vergil)
  - Agatha Christie – Zakończeniem jest śmierć (Death comes as the End)
  - Carlo Levi – Chrystus zatrzymał się w Eboli (Cristo si è fermato a Eboli)
  - Astrid Lindgren – Pippi Pończoszanka (Pippi Långstrump)
  - George Orwell – Folwark zwierzęcy (Animal Farm)
  - Dominik Tatarka – Panna cudownica (Panna zazračnica)
  - Aleksiej Nikołajewicz Tołstoj – Piotr Pierwszy

## Nowe dramaty
- polskie
  - Kazimierz Gołba – Lompa

## Nowe poezje
- polskie
  - Jan Lechoń – Aria z kurantem
  - Czesław Miłosz – Ocalenie
- zagraniczne
  - Jiří Kolář
    - Przedpiekle i inne wiersze (Limb a jiné básně)
    - Siedem kantat (Sedm kantát)

  - Aleksandr Twardowski – Wasilij Tiorkin (Василий Тёркин)
  - Philip Larkin – The North Ship[1]
  - Vernon Watkins – The Lamp and the Veil[2]

## Nowe prace naukowe
- zagraniczne
  - Maurice Merleau-Ponty – Fenomenologia percepcji (Phénoménologie de la perception)
  - Karl Popper – Społeczeństwo otwarte i jego wrogowie (Open Society and Its Enemies)
  - Bertrand Russell – Dzieje filozofii Zachodu (A History of Western Philosophy)

## Urodzili się
- 1 stycznia – Rüdiger Safranski, niemiecki literaturoznawca, filozof i pisarz
- 6 stycznia
  - Allen Appel, amerykański powieściopisarz
  - Tadeusz Baranowski, polski twórca komiksów
- 9 stycznia – Małgorzata Musierowicz, polska pisarka i ilustratorka
- 14 stycznia
  - Anselm Grün, niemiecki pisarz i teolog
  - Andrzej Rodan, polski pisarz i publicysta
- 15 stycznia – Bonnie Burnard, kanadyjska pisarka (zm. 2017)
- 10 lutego
  - Jean Barbeau(inne języki), francuski dramaturg (zm. 2019)
  - Espen Haavardsholm, norweski prozaik, poeta, eseista
- 15 lutego – Douglas Hofstadter, amerykański pisarz i intelektualista
- 18 lutego
  - Jacek Bukowski, polski poeta, publicysta i tłumacz (zm. 2020)
  - Bohdan Zadura, polski prozaik, poeta, tłumacz i krytyk literacki
- 25 lutego – Shiva Naipaul, trynidadzki pisarz (zm. 1985)
- 27 lutego – Jacek Janczarski, polski pisarz, dramaturg, satyryk (zm. 2000)
- 1 marca – Xhevahir Spahiu, albański poeta, publicysta i tłumacz
- 7 marca – Elizabeth Moon, amerykańska pisarka
- 12 marca – Leif G.W. Persson, szwedzki kryminolog, autor powieści sensacyjno-kryminalnych
- 26 marca – Eva Bexell, szwedzka pisarka powieści dla dzieci i młodzieży
- 28 marca – Pierre Michon, francuski pisarz i eseista
- 2 kwietnia – Anne Waldman, amerykańska poetka eksperymentalna
- 4 kwietnia – Katherine Neville, amerykańska pisarka
- 7 kwietnia – Wasyl Hołoborod´ko, ukraiński poeta
- 27 kwietnia – August Wilson, amerykański scenarzysta i dramaturg (zm. 2005)
- 30 kwietnia – Annie Dillard, amerykańska pisarka, autorka poezji, esejów, prozy, krytyk literackich, powieści i dziennika
- 9 maja – Dżamal al-Ghitani, egipski pisarz (zm. 2015)
- 25 maja – Michał Wroński, polski prozaik, poeta, publicysta, dramaturg
- 4 czerwca – Daniel Topolski, brytyjski pisarz, podróżnik i reporter (zm. 2015)
- 11 czerwca – Robert Munsch, kanadyjski autor literatury dziecięcej
- 19 czerwca – Tobias Wolff, amerykański pisarz
- 21 czerwca – Adam Zagajewski, polski poeta, eseista, prozaik (zm. 2021)
- 22 czerwca – Ganesh Patro, indyjski pisarz i dramaturg (zm. 2015)
- 23 czerwca
  - Eileen Gunn, amerykańska autorka i redaktorka fantastyki naukowej
  - Kim Småge, norweska pisarka i dziennikarka
- 24 czerwca – Aleksander Fiut, polski historyk literatury, krytyk literacki, eseista
- 26 czerwca – Ondřej Neff, czeski dziennikarz i pisarz science-fiction
- 4 lipca – Miloslav Topinka, czeski poeta, eseista, krytyk literacki, krytyk sztuki i tłumacz
- 5 lipca – Michael Blake(inne języki), amerykański pisarz (zm. 2015)
- 7 lipca – Józef Franciszek Fert, polski polonista, historyk literatury, poeta
- 9 lipca – Dean Koontz, amerykański pisarz
- 12 lipca – Remy Sylado, indonezyjski pisarz, aktor i muzyk (zm. 2022)
- 15 lipca – Henryk J. Kozak, polski poeta i prozaik
- 25 lipca – Joseph Delaney, brytyjski pedagog i autor książek z gatunku science fiction i fantasy (zm. 2022)
- 26 lipca – M. John Harrison, brytyjski pisarz fantasy
- 29 lipca – Sharon Creech, amerykańska autorka literatury dziecięcej
- 30 lipca – Patrick Modiano, francuski pisarz
- 6 sierpnia – Marianna Olkowska, polska poetka i malarka
- 13 sierpnia – Antoni Matuszkiewicz, polski poeta, prozaik, dramaturg, publicysta, animator życia literackiego
- 17 sierpnia – Rachel Pollack, amerykańska pisarka i autorka komiksów
- 19 sierpnia
  - Jacques De Decker, belgijski pisarz, dramaturg i krytyk literacki (zm. 2020)
  - István Kovács, węgierski pisarz, poeta i tłumacz z języka polskiego
- 20 sierpnia – Tarō Gomi, japoński ilustrator i autor książek dla dzieci
- 25 sierpnia – Jan Kazimierz Siwek, polski poeta, bajkopisarz i satyryk
- 26 sierpnia – Rhonda Byrne, australijska pisarka i producentka
- 30 sierpnia – Libuše Moníková, czeska pisarka tworząca w języku niemieckim
- 1 września – Mustafa Balel, turecki prozaik, powieściopisarz, tłumacz
- 2 września – Victor-Lévy Beaulieu, kanadyjski pisarz, dziennikarz i eseista francuskojęzyczny
- 20 września – Gulnazar Keldi, tadżycki poeta (zm. 2020)
- 24 września – David Drake, amerykański pisarz (zm. 2023)
- 1 października – Ireneusz Kocyłak, polski poeta i dramaturg
- 8 października – Ewa Lipska, polska poetka
- 10 października – Jacek Stanisław Buras, polski tłumacz, krytyk literacki i dramaturg
- 26 października – Pat Conroy, amerykański pisarz (zm. 2016)
- 29 października – Józef Łoziński, polski prozaik
- 12 listopada – Michael Bishop, amerykański pisarz fantasy i science fiction (zm. 2023)
- 22 listopada – Janusz Kryszak, polski poeta i literaturoznawca (zm. 2019)
- 24 listopada – Nuruddin Farah, somalijski powieściopisarz
- 6 grudnia – Rafał Wojaczek, polski poeta (zm. 1971)
- 8 grudnia – John Banville, irlandzki powieściopisarz i dziennikarz
- 12 grudnia – Karl Edward Wagner, amerykański pisarz (zm. 1994)
- 19 grudnia – Jacqueline Wilson, brytyjska pisarka
- 20 grudnia – Jürg Laederach, szwajcarski pisarz (zm. 2018)
- 21 grudnia – Raymond E. Feist, amerykański autor fantasy
- 24 grudnia
  - Gillian Cross, brytyjska pisarka
  - Nicholas Meyer, amerykański scenarzysta i pisarz
  - Saulius Šaltenis, litewski dramaturg, pisarz, publicysta i polityk
- 28 grudnia – George Zebrowski, amerykański pisarz science fiction, wydawca i krytyk
- 31 grudnia – Connie Willis, amerykańska pisarka science-fiction
- Magda Dygat, polska pisarka
- G.M. Ford, amerykański pisarz kryminałów
- Manojle Gavrilović, serbski pisarz i poeta (zm. 2020)
- Christoforos Liontakis(inne języki), grecki poeta i tłumacz (zm. 2019)

## Zmarli
- 3 stycznia – Ferdynand Ossendowski, polski pisarz, dziennikarz, podróżnik (ur. 1878)
- 13 stycznia – Margaret Deland, amerykańska pisarka i poetka (ur. 1857)
- 21 stycznia – Karel Poláček, czeski powieściopisarz, nowelista i publicysta (ur. 1892)
- 22 stycznia
  - Else Lasker-Schüler, niemiecko-żydowska poetka (ur. 1869)
  - Jan Skala, serbołużycki dziennikarz, poeta, prozaik, publicysta (ur. 1889)
- 27 stycznia – Antal Szerb, węgierski pisarz (ur. 1901)
- luty – Anne Frank, żydowska autorka pamiętnika (ur. 1929)
- 1 lutego – Teresa Bogusławska, polska poetka (ur. 1929)
- 6 lutego – Robert Brasillach, francuski poeta, dramaturg, prozaik, krytyk literacki, publicysta i tłumacz (ur. 1909)
- 14 lutego – Vlasta Štáflová, czeska publicystka i powieściopisarka (ur. 1907)
- 21 lutego – Leonhard Adelt, niemiecki księgarz, pisarz i dziennikarz (ur. 1881)
- 23 lutego – Aleksiej Tołstoj, rosyjski pisarz, dramaturg i publicysta (ur. 1883)
- 25 lutego – Mário de Andrade, brazylijski poeta, pisarz i krytyk, współtwórca brazylijskiego modernizmu (ur. 1893)
- 2 marca – Emily Carr, kanadyjska malarka i pisarka (ur. 1871)
- 6 marca – Milena Pavlović-Barili, serbska malarka i poetka (ur. 1909)
- 15 marca – Pierre Drieu la Rochelle, francuski prozaik, poeta, dramaturg i publicysta (ur. 1893)
- 20 marca – Alfred Douglas, brytyjski pisarz, poeta, tłumacz (ur. 1870)
- 27 marca – Halit Ziya Uşaklıgil, turecki pisarz (ur. 1866)
- 31 marca – Maurice Donnay, francuski autor piosenek i dramaturg (ur. 1859)
- kwiecień – Josef Čapek, czeski malarz, pisarz i poeta (ur. 1887)
- 8 kwietnia – Josef Weinheber, austriacki pisarz i poeta (ur. 1892)
- 20 kwietnia – Wacław Sieroszewski, polski działacz niepodległościowy, pisarz (ur. 1858)
- 5 maja – Tytus Czyżewski, polski malarz, poeta, krytyk sztuki (ur. 1880)
- 15 maja – Charles Williams, brytyjski pisarz, poeta, teolog i krytyk literacki (ur. 1886)
- 29 maja – Mihail Sebastian, rumuński dramaturg i powieściopisarz pochodzenia żydowskiego (ur. 1907)
- 8 czerwca – Robert Desnos, francuski poeta, prozaik, dramaturg i eseista, przedstawiciel surrealizmu (ur. 1900)
- 16 czerwca – Amélie Rives Troubetzkoy, amerykańska prozaiczka, poetka i dramatopisarka (ur. 1863)
- 22 czerwca – Frida Stéenhoff, szwedzka pisarka i działaczka społeczna (ur. 1865)
- 9 lipca – Maria Pawlikowska-Jasnorzewska, polska poetka (ur. 1891)
- 14 lipca – Grigorij Adamow, radziecki pisarz (ur. 1886)
- 20 lipca – Paul Valéry, francuski poeta, eseista (ur. 1871)
- 26 sierpnia – Franz Werfel, niemieckojęzyczny pisarz pochodzenia żydowskiego (ur. 1890)
- 9 września
  - Max Ehrmann, amerykański pisarz i prawnik (ur. 1872)
  - Zinaida Gippius, rosyjska pisarka i poetka, symbolistka (ur. 1869)
- 18 września – Dmitrij Kiedrin, rosyjski poeta (ur. 1907)
- 20 września – William Seabrook, amerykański dziennikarz, podróżnik i literat (ur. 1866)
- 26 września – Richard Beer-Hofmann, austriacki poeta, dramaturg i powieściopisarz (ur. 1866)
- 8 października – Felix Salten, austriacki pisarz (ur. 1869)
- 16 listopada – Kaarlo Sarkia, fiński poeta i tłumacz (ur. 1902)
- 21 listopada – Ellen Glasgow, amerykańska powieściopisarka (ur. 1873)
- 27 grudnia – Janko Jesenský, słowacki poeta, prozaik i tłumacz (ur. 1874)
- 28 grudnia – Theodore Dreiser, amerykański powieściopisarz i dziennikarz (ur. 1871)

## Nagrody
- Nagroda Nobla – Gabriela Mistral